# Airalo
A Airalo é um marketplace de eSIMs. Fornece aos viajantes eSIMs para mais de 200 países e regiões em todo o mundo, proporcionando-lhes acesso à Internet instantâneo no estrangeiro. Em 10 de julho de 2025, a aplicação Airalo tinha mais de 20 milhões de utilizadores e estava disponível na App Store e na Google Play Store em 53 línguas.

## História
A Airalo é uma startup sediada nos EUA, fundada em 2019 por Abraham Burak e Bahadir Ozdemir. O seu objetivo é dar aos viajantes acesso a conetividade global instantânea e acessível através da tecnologia eSIM. 
Abraham e Bahadir são empreendedores nômades digitais que experimentaram as limitações da conetividade de viagem em primeira mão. A tecnologia eSIM apresentou uma oportunidade de fornecer uma alternativa mais acessível aos viajantes.
Em 2019, a Airalo garantiu US$ 1.9 milhão em financiamento inicial de Antler e Sequoia Capital do fundo inicial da Índia Surge. Em 2021, garantiu US$ 5 milhões em financiamento da Série A. E em 2023, US$ 60 milhões em uma rodada de financiamento da Série B. e& Capital, o braço de risco da e& (mais conhecida como a operadora Etisalat com sede nos Emirados Árabes Unidos), liderou a rodada com a participação do 'gerador' de startups Antler Elevate, Liberty Global, Rakuten Capital, Singtel Innov8, Surge (o fundo em estágio inicial administrado por Peak XV, anteriormente conhecido como Sequoia Capital India e SEA), Orange, T Capital (o braço de risco da Deutsche Telecom), KPN Ventures, Telefónica Ventures e I2BF Global Ventures.
Em julho de 2025, a Airalo anunciou a conclusão bem-sucedida de uma ronda de financiamento da série C, através da qual angariou 200 milhões de dólares. A operação foi liderada pela CVC Capital Partners, com a participação dos investidores já existentes Peak XV e Antler Elevate.